# Мартыновка (Хорольский район)
Мартыновка (укр. Мартинівка) — село,
Мусиевский сельский совет,
Хорольский район,
Полтавская область,
Украина.
Код КОАТУУ — 5324883209. Население по переписи 2001 года составляло 11 человек.

## Географическое положение
Село Мартыновка находится в 6-и км от левого берега реки Сула,
на краю большого болота.
На расстоянии в 4 км расположено село Хильковка.

## История
Село образовано после 1941 года из хуторов Мартыненкив (Мартиненка) и Корниенкив (Мартиненков 2), после 1912 к Мартиненкову 2 присоеденен хутор Чалогокоторый имеется в списке населеных мест Полтавского уезда за 1912 год